# Aphaenogaster smythiesii
Aphaenogaster smythiesii är en myrart som först beskrevs av Auguste-Henri Forel 1902.  Aphaenogaster smythiesii ingår i släktet Aphaenogaster och familjen myror.

## Underarter
Arten delas in i följande underarter:
- A. s. japonica
- A. s. prudens
- A. s. smythiesii